# جودي شامبرلين
جودي شامبرلين (بالإنجليزية: Judy Chamberlain)‏ هي صحفية وعازفة الجاز أمريكية، ولدت في 26 سبتمبر 1944 في نيويورك في الولايات المتحدة.

## وصلات خارجية
- الموقع الرسمي